# Dvicio
Dvicio (o DVICIO) fue una banda española de música Pop Latino formada en el municipio madrileño de Rivas-Vaciamadrid. Se disolvió en diciembre de 2022 ya que Andrés (vocalista y compositor) decidió abandonar el grupo. Fue un grupo muy reconocido tanto en España como en México o Tailandia, entre otros.
El quinteto, compuesto por Andrés Ceballos, Martín Ceballos, Alberto González (Missis), Luis Gonzalvo e Ignacio Gotor (Nacho), fichó en 2013 por la compañía discográfica Sony Music. En marzo de 2014 salió al mercado su primer sencillo, Paraíso, con gran repercusión en radios y televisiones de España y Latinoamérica.

## Trayectoria
Los miembros de Dvicio crecieron escuchando canciones de U2 o Dire Straits, aunque sus preferencias haya que buscarlas en bandas más recientes como El Canto del Loco, Maná, Pereza o Coldplay.
En 2009 comenzaron a tocar juntos bajo el nombre de Tiempo Límite con el que grabaron sus primeros temas, como 'Detrás de mis miedos' o 'Dueña de mi mente'.
Dos años más tarde ganaron el concurso de maquetas de ABC Punto Radio y se dieron a conocer en YouTube con la canción 'Titanium', que logró más de 282.451 visitas.
Antes de poner en el mercado 'Paraíso', el tema se convirtió en protagonista de una campaña viral emprendida por McDonald's en España, bailado por los 23.000 empleados de la compañía en un flashmob promocional de una nueva plataforma de desayunos.
Publicado en iTunes el 8 de septiembre de 2014, su disco "debut" contiene sus once canciones tituladas: Paraíso, El secreto, Enamórate, 17 años, Adiós Adiós, Nada, Rebeldes, Se te olvidó quererme, Desde que tú no estás, Crucigrama y, la que le da el nombre al álbum, Justo Ahora.
Y el 9 de septiembre en formato físico.
En febrero de 2015 publican su videoclip 'Enamórate' haciendo una llamada a sus fanes para que parodiasen su vídeo.
En mayo de 2015 hicieron un cameo en el episodio 12 del programa humorístico de TVE-1 "José Mota presenta...".
En septiembre del 2015 empezaron con algunos concierto y participación en Pasapalabra de Telecinco.
El 15 de septiembre de 2015 sacaron su segundo sencillo Justo ahora y siempre con 6 nuevos temas inéditos: Quizás, Qué más puedo pedir, Nada a dúo con Leslie Grace , Paraíso y Enamórate (English versión)  Be more Barrio.. comenzado su firma de disco en varias ciudades de España.
En octubre de 2015 realizaron una pequeña gira por algunos escenarios e institutos de Estados Unidos (Los Ángeles, Miami, Houston y Nueva York) y Puerto Rico.
A finales de 2015 lanzaron en Play Store una App Oficial, donde se encuentran las últimas noticias sobre la banda, fechas de conciertos, fotos y contenido exclusivo. La app ya cuenta con cinco mil descargas.
Tras el éxito de su vídeo casero de la canción Enamórate subidos en un coche, se animaron a conocer Tailandia, e hicieron una exitosa gira de conciertos promocionales en el país asiático. 
En marzo de 2015 volaron a México, para trabajar en un segundo álbum con Sony Music, y seguir con conciertos en el continente Americano. 
Estos cinco jóvenes que empezaron con YouTube, ahora son conocidos casi por todo el mundo.[cita requerida] Mayormente escuchados en Europa, América y África.[cita requerida]
En el 2016 realizarán una gira de 6 conciertos en México. También este mismo año se presentaron el 17 y 18 de junio en el teatro del museo de arte en Puerto Rico.
El 26 de octubre de 2022 el grupo anuncia a través de un comunicado que separan los caminos porque Andrés quiere seguir en solitario y en diciembre se disuelven.

## Miembros

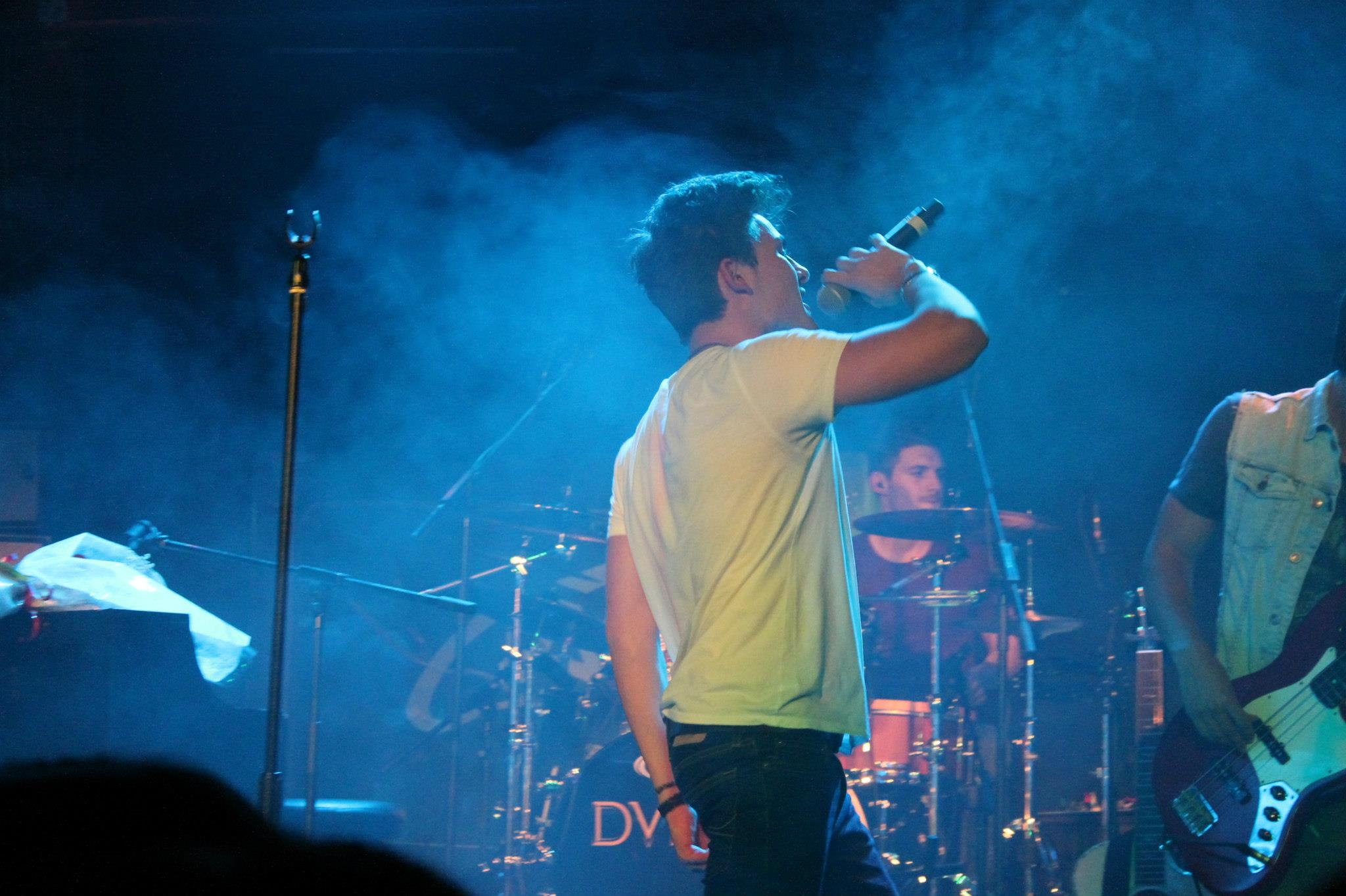
Andrés Ceballos (Vocalista)

- Andrés Ceballos - Vocalista, piano y guitarra.
- Martín Ceballos - Bajista y coros
- Alberto González "Missis" - Guitarrista y coros
- Luis Gonzalvo - Batería
- Ignacio Gotor "Nacho" - Guitarrista

## Discografía
Álbumes de estudio
- 2014: Justo Ahora
- 2017: Que tienes tú
- 2020: Impulso
- 2022: El Laberinto

## Giras y conciertos
Giras promocionales
- 2015: Justo Ahora Tour (Tour en España)[5]
- 2016: Justo Ahora y Siempre Tour (Tour en México y España)[6]
- 2017-18: Casi Humanos Tour (Tour en España y Latinoamérica)
- 2022: Mil Veces Tour (Tour en España y Latinoamérica)[7]

Festivales
- 2015: Fiestas Ascensión 2015 ( Santiago de Compestela)[8]
- 2015: Coca-Cola Music Experience: On The Beach 2015 ( El Campello, Alicante)[9]
- 2017: Aerofest 2017 ( Ciudad de México)
- 2018: Los40 Summer Live2018 ( Candás, Asturias)[10]

## Premios y nominaciones
| Año  | Premios                | Trabajo                 | Categoría                         | Resultado | Ref              |
| ---- | ---------------------- | ----------------------- | --------------------------------- | --------- | ---------------- |
| 2014 | Premios 40 Principales | Ellos mismos            | Mejor artista revelación nacional | Ganadores | [cita requerida] |
| 2014 | Premios 40 Principales | «Paraíso»               | Mejor videoclip nacional          | Nominados | [cita requerida] |
| 2015 | Premios 40 Principales | «Enamórate»             | Mejor canción nacional            | Nominados | [cita requerida] |
| 2015 | Premios Dial           | Ellos mismos            | Premio 25 aniversario Cadena Dial | Ganadores | [cita requerida] |
| 2016 | Premios Grammy Latinos | «Justo Ahora y Siempre» | Mejor video en formato largo      | Nominados | [ 11 ]           |